# Эньере, Жан-Пьер
Жан-Пьер Эньере́ (родился 19 мая 1948 года) — французский офицер военно-воздушных сил и бывший астронавт Национального центра космических исследований.

## Биография
Эньере родился в Париже, Франция, служил во французских ВВС, где прошёл подготовку в качестве лётчика-испытателя. С 1985 года — астронавт Национального центра космических исследований.
Он участвовал в двух миссиях на космической станции «Мир», в 1993 и 1999 годах. Совершил долгосрочную миссию «Альтаир» на станции «Мир» (186 дней) в 1999 году, а также выходил в открытый космос.
Провёл в космосе 209 дней 12 часов 25 минут.
Статистика
| # | Стартовый корабль | Старт, UTC        | Экспедиция | Корабль посадки | Посадка, UTC      | Налёт                        | Выходы в открытый космос | Время в открытом космосе |
| - | ----------------- | ----------------- | ---------- | --------------- | ----------------- | ---------------------------- | ------------------------ | ------------------------ |
| 1 | Союз ТМ-17        | 01.07.1993, 14:32 | Мир (14)   | Союз ТМ-16      | 22.07.1993, 06:41 | 20 суток 16 часов 08 минут   | 0                        | 0                        |
| 2 | Союз ТМ-29        | 22.02.1999, 04:18 | Мир (27)   | Союз ТМ-29      | 28.08.1999, 00:34 | 188 суток 20 часов 16 минут  | 1                        | 06 часов 19 минут        |
|   |                   |                   |            |                 |                   | 209 суток 12 часов 24 минуты | 1                        | 06 часов 19 минут        |

В дополнение к своим обязанностям в Европейском космическом агентстве (с 1999 года — в Кёльне в Германии в качестве руководителя астронавтов ЕКА), Эньере также участвует в европейской инициативе космического туризма, клубе европейских астронавтов (АКС), который он основал совместно с фр. Alain Dupas и фр. Laurent Gathier.
Он женат на французской женщине-астронавте Клоди Эньере. Астероид 135268 Эньере назван в честь их бракосочетания. Он имеет троих детей, два от предыдущего брака и один — с Клоди Эньере. Любит летать на всех типах самолетов (морские самолеты, истребители WW2, вертолеты), играть в гольф, кататься на сноуборде, играть на саксофоне и читать. Радиолюбитель с позывным FX0STB.

## Награды
- Командор ордена Почётного легиона (20 июля 2000 года)[4]
- Кавалер национального ордена «За заслуги»
- Орден Дружбы народов (11 августа 1992 года, Россия) — за активное участие в работе по обеспечению космического полёта международного экипажа на орбитальной станции «Мир» и большой вклад в укрепление дружбы и сотрудничества между народами России и Франции[5]
- Орден «За личное мужество» (23 июля 1993 года, Россия) — за успешное осуществление космического полёта на орбитальном научно-исследовательском комплексе «Мир», проявленные при этом мужество и героизм[6]
- Орден Мужества (23 августа 2000 года, Россия) — за успешное осуществление космического полёта на корабле «Союз-ТМ» и орбитальном научно-исследовательском комплексе «Мир», большой вклад в развитие российско-французского сотрудничества в области космических исследований[7]
- Медаль «За заслуги в освоении космоса» (12 апреля 2011 года, Россия) — за большой вклад в развитие международного сотрудничества в области пилотируемой космонавтики[8]